# NHL Amateur Draft 1970
Der NHL Amateur Draft 1970, die jährliche Talentziehung der National Hockey League, fand am 11. Juni 1970 im Queen Elizabeth Hotel im kanadischen Montreal in der Provinz Québec statt.
Insgesamt wurden 114 Spieler in 14 Runden gezogen, wobei ab der zehnten Runde nur noch die St. Louis Blues von ihrem Draftrecht Gebrauch machten. Der Top-Draftpick Gilbert Perreault konnte die Erwartungen erfüllen und avancierte bei den Buffalo Sabres zum Führungsspieler. Doch auch Torontos erster Pick, Darryl Sittler, zählte zu den guten Wahlen des Drafts. Mit Billy Smith wurde in der fünften Runde noch der Torwart gezogen, der die New York Islanders etwa zehn Jahre später zu einer Reihe von Stanley-Cup-Siegen führen sollte.

## Draftergebnis
| Pick                           | Spieler               | Land     | NHL-Team                | College-/ Junioren-/ Profi-Team   |
| 1. Runde                       | 1. Runde              | 1. Runde | 1. Runde                | 1. Runde                          |
| ------------------------------ | --------------------- | -------- | ----------------------- | --------------------------------- |
| 1.                             | Gilbert Perreault (C) | Kanada   | Buffalo Sabres          | Montréal Junior Canadiens (OHA)   |
| 2.                             | Dale Tallon (D)       | Kanada   | Vancouver Canucks       | Toronto Marlboros (OHA)           |
| 3.                             | Reggie Leach (RW)     | Kanada   | Boston Bruins           | Flin Flon Bombers (WCHL)          |
| 4.                             | Rick MacLeish (LW)    | Kanada   | Boston Bruins           | Peterborough Petes (OHA)          |
| 5.                             | Ray Martyniuk (G)     | Kanada   | Montréal Canadiens      | Flin Flon Bombers (WCHL)          |
| 6.                             | Chuck Lefley (C)      | Kanada   | Montréal Canadiens      | Hockey Canada                     |
| 7.                             | Greg Polis (LW)       | Kanada   | Pittsburgh Penguins     | Estevan Bruins (WCHL)             |
| 8.                             | Darryl Sittler (C)    | Kanada   | Toronto Maple Leafs     | London Knights (OHA)              |
| 9.                             | Ron Plumb (D)         | Kanada   | Boston Bruins           | Peterborough Petes (OHA)          |
| 10.                            | Chris Oddleifson (C)  | Kanada   | California Golden Seals | Winnipeg Jets (WCHL)              |
| Weitere erwähnenswerte Spieler |                       |          |                         |                                   |
| 13.                            | Bob Stewart (D)       | Kanada   | Boston Bruins           | Oshawa Generals (OHA)             |
| 14.                            | Dan Maloney (LW)      | Kanada   | Chicago Black Hawks     | London Knights (OHA)              |
| 2. Runde                       |                       |          |                         |                                   |
| 15.                            | Butch Deadmarsh (LW)  | Kanada   | Buffalo Sabres          | Brandon Wheat Kings (WCHL)        |
| 18.                            | Bill Clement (C)      | Kanada   | Philadelphia Flyers     | Ottawa 67’s (OHA)                 |
| 19.                            | Pete Laframboise (C)  | Kanada   | California Golden Seals | Ottawa 67’s (OHA)                 |
| 20.                            | Fred Barrett (D)      | Kanada   | Minnesota North Stars   | Toronto Marlboros (OHA)           |
| 21.                            | John Stewart (LW)     | Kanada   | Pittsburgh Penguins     | Flin Flon Bombers (WCHL)          |
| 24.                            | Al McDonough (RW)     | Kanada   | Los Angeles Kings       | St. Catharines Black Hawks (OHA)  |
| 25.                            | Mike Murphy (RW)      | Kanada   | New York Rangers        | Toronto Marlboros (OHA)           |
| 26.                            | Bob Guindon (LW)      | Kanada   | Detroit Red Wings       | Montréal Junior Canadiens (OHA)   |
| 27.                            | Dan Bouchard (G)      | Kanada   | Boston Bruins           | London Knights (OHA)              |
| 3. Runde                       |                       |          |                         |                                   |
| 32.                            | Bob Kelly (LW)        | Kanada   | Philadelphia Flyers     | Oshawa Generals (OHA)             |
| 33.                            | Randy Rota (LW)       | Kanada   | California Golden Seals | Calgary Centennials (WCHL)        |
| 40.                            | Yvon Lambert (LW)     | Kanada   | Detroit Red Wings       | Drummondville Rangers (QMJHL)     |
| 5. Runde                       |                       |          |                         |                                   |
| 55.                            | Rick Wilson (D)       | Kanada   | Montréal Canadiens      | University of North Dakota (WCHA) |
| 59.                            | Billy Smith (G)       | Kanada   | Los Angeles Kings       | Cornwall Royals (QMJHL)           |
| 70.                            | Gilles Meloche (G)    | Kanada   | Chicago Black Hawks     | Verdun Maple Leafs (QMJHL)        |
| 8. Runde                       |                       |          |                         |                                   |
| 97.                            | Doug Rombough (C)     | Kanada   | Buffalo Sabres          | St. Catharines Black Hawks (OHA)  |
| 103.                           | Ron Low (G)           | Kanada   | Toronto Maple Leafs     | Dauphin Kings (MJHL)              |